# Red Bull X-Fighters

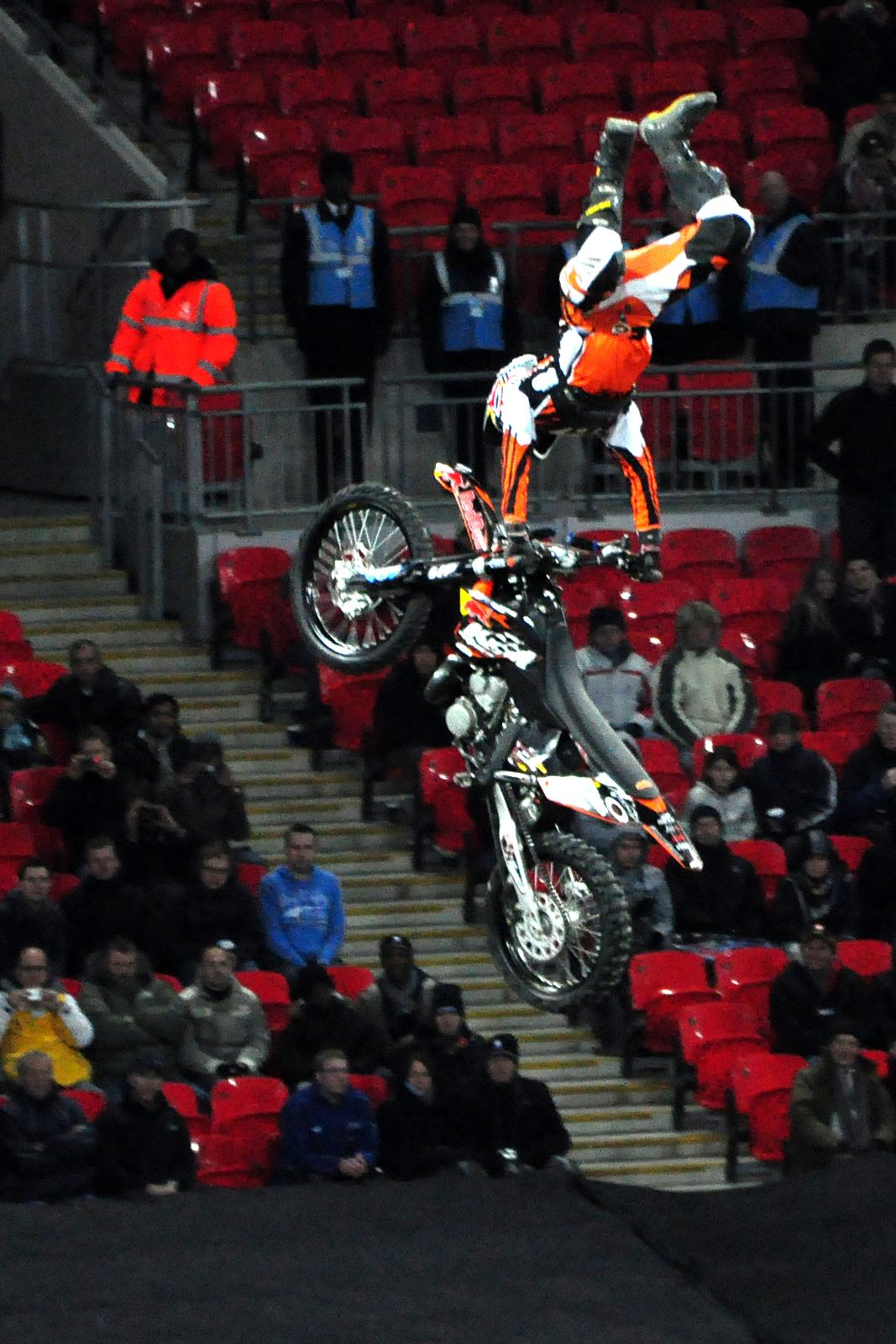
Jedne z zawodów Red Bull X-Fighters

Red Bull X-Fighters – największe zawody FMX-Freestyle Motocross organizowane przez firmę Red Bull. Tuż obok X Games są to najbardziej prestiżowe i najbardziej wymagające zawody w FMX. Są to rozgrywki, w której najlepsi zawodnicy w tej dyscyplinie mogą zmierzyć się ze sobą. Specyficzną atmosferę przedsięwzięcia można odczuć głównie dzięki połączeniu widowiska sportowego z tradycyjnymi elementami miejsca w którym organizowana jest dana edycja. W Polsce emitowane w TVN Turbo.

## Historia
Pomysł na zorganizowanie zawodów Red Bull X-Fighters narodził się w 2001 roku. Pomysłodawcą był producent napoju energetyzującego Red Bull. Pierwsza edycja odbyła się na arenie do korridy w Walencji. Rok później zawody przeniosły się do Madrytu – największej areny w Europie.
We wrześniu 2008 finałowa impreza zawodów odbyła się po raz pierwszy w Polsce – na Stadionie Dziesięciolecia. 6 sierpnia 2011 zawody odbyły się po raz drugi w Polsce, na Stadionie Miejskim w Poznaniu, jednak początkowo miały być rozegrane na Stadionie Narodowym w Warszawie. Ze względu na występujące problemy w budowie stadionu w Warszawie, zawody przeniesiono do Poznania.

## System punktacji
Aktualny system punktacji:
| Miejsce | 1   | 2  | 3  | 4  | 5  | 6  | 7  | 8  | 9  | 10 | 11 | 12 |
| Punkty  | 100 | 80 | 65 | 55 | 45 | 35 | 30 | 25 | 20 | 15 | 10 | 5  |

## Wyniki

### Red Bull X-Fighters 2016[4]
| Miejsce | Data       | Zwycięzca    | 2 miejsce     | 3 miejsce    |
| ------- | ---------- | ------------ | ------------- | ------------ |
| Madryt  | 24 czerwca | Thomas Pagès | Clinton Moore | Josh Sheehan |

### Red Bull X-Fighters 2015 Tour[5]
| Miejsce  | Data            | Zwycięzca     | 2 miejsce     | 3 miejsce      |
| -------- | --------------- | ------------- | ------------- | -------------- |
| Meksyk   | 6 marca         | Clinton Moore | Levi Sherwood | Thomas Pagès   |
| Ateny    | 12 czerwca      | Clinton Moore | Thomas Pagès  | Rob Adelberg   |
| Madryt   | 10 lipca        | Thomas Pagès  | Levi Sherwood | Clinton Moore  |
| Pretoria | 12 września     | Thomas Pagès  | Clinton Moore | Taka Higashino |
| Abu Zabi | 30 października | Clinton Moore | Rob Adelberg  | Josh Sheehan   |

| Mj | Zawodnik      | Pkt |
| -- | ------------- | --- |
| 1  | Clinton Moore | 380 |
| 2  | Thomas Pagès  | 305 |
| 3  | Rob Adelberg  | 215 |
| 4  | Josh Sheehan  | 210 |
| 5  | Levi Sherwood | 185 |
| 6  | David Rinaldo | 145 |

### Red Bull X-Fighters 2014 Tour[6]
| Miejsce   | Data        | Zwycięzca     | 2 miejsce      | 3 miejsce     |
| --------- | ----------- | ------------- | -------------- | ------------- |
| Meksyk    | 14 marca    | Levi Sherwood | Josh Sheehan   | Dany Torres   |
| Osaka     | 25 maja     | Levi Sherwood | Remi Bizouard  | Dany Torres   |
| Madryt    | 27 czerwca  | Thomas Pages  | Josh Sheehan   | Levi Sherwood |
| Monachium | 19 lipca    | Josh Sheehan  | Taka Higashino | Levi Sherwood |
| Pretoria  | 23 sierpnia | Josh Sheehan  | Dany Torres    | Adam Jones    |

| Mj | Zawodnik       | Pkt |
| -- | -------------- | --- |
| 1  | Josh Sheehan   | 360 |
| 2  | Levi Sherwood  | 270 |
| 3  | Dany Torres    | 265 |
| 4  | Thomas Pagès   | 235 |
| 5  | Taka Higashino | 180 |
| 6  | Remi Bizouard  | 165 |

### Red Bull X-Fighters 2013 Tour[7]
| Miejsce    | Data        | Zwycięzca      | 2 miejsce      | 3 miejsce       |
| ---------- | ----------- | -------------- | -------------- | --------------- |
| Meksyk     | 8 marca     | Thomas Pages   | Dany Torres    | Levi Sherwood   |
| Dubaj      | 12 kwietnia | Dany Torres    | Levi Sherwood  | Thomas Pages    |
| Glen Helen | 11 maja     | Rob Adelberg   | Thomas Pages   | Taka Higashino  |
| Osaka      | 1 czerwca   | Taka Higashino | Thomas Pages   | Adam Jones      |
| Madryt     | 19 lipca    | Thomas Pagès   | Taka Higashino | Javier Villegas |
| Pretoria   | 31 sierpnia | Odwołane       | Odwołane       | Odwołane        |

| Mj | Zawodnik        | Pkt |
| -- | --------------- | --- |
| 1  | Thomas Pagès    | 360 |
| 2  | Dany Torres     | 260 |
| 3  | Taka Higashino  | 245 |
| 4  | Rob Adelberg    | 240 |
| 5  | Levi Sherwood   | 225 |
| 6  | Javier Villegas | 150 |

.

### Red Bull X-Fighters 2012 Tour[8]
| Miejsce    | Data           | Zwycięzca     | 2 miejsce    | 3 miejsce       |
| ---------- | -------------- | ------------- | ------------ | --------------- |
| Dubaj      | 13 kwietnia    | Levi Sherwood | Rob Adelberg | Javier Villegas |
| Glen Helen | 12 maja        | Todd Potter   | Thomas Pages | Wes Agee        |
| Stambuł    | 16 czerwca     | Odwołane      | Odwołane     | Odwołane        |
| Madryt     | 20 lipca       | Levi Sherwood | Dany Torres  | Maikel Melero   |
| Monachium  | 11 sierpnia    | Thomas Pages  | Dany Torres  | Eigo Sato       |
| Sydney     | 6 października | Levi Sherwood | Thomas Pages | Josh Sheehan    |

| Mj | Zawodnik        | Pkt |
| -- | --------------- | --- |
| 1  | Levi Sherwood   | 335 |
| 2  | Thomas Pages    | 315 |
| 3  | Dany Torres     | 215 |
| 4  | Javier Villegas | 205 |
| 5  | Eigo Sato       | 190 |
| 6  | Todd Potter     | 155 |

.

### Red Bull X-Fighters 2011 Tour[9]
| Miejsce  | Data        | Zwycięzca    | 2 miejsce       | 3 miejsce    |
| -------- | ----------- | ------------ | --------------- | ------------ |
| Dubaj    | 15 kwietnia | Dany Torres  | Andre Villa     | Nate Adams   |
| Brasília | 28 maja     | Nate Adams   | Robbie Maddison | Andre Villa  |
| Rzym     | 24 czerwca  | Nate Adams   | Andre Villa     | Josh Sheehan |
| Madryt   | 15 lipca    | Dany Torres  | Blake Williams  | Josh Sheehan |
| Poznań   | 6 sierpnia  | Nate Adams   | Dany Torres     | Eigo Sato    |
| Sydney   | 17 września | Josh Sheehan | Levi Sherwood   | Dany Torres  |

| Mj | Zawodnik       | Pkt |
| -- | -------------- | --- |
| 1  | Dany Torres    | 390 |
| 2  | Nate Adams     | 375 |
| 3  | Andre Villa    | 295 |
| 4  | Josh Sheehan   | 230 |
| 5  | Blake Williams | 215 |
| 6  | Eigo Sato      | 185 |

.

### Red Bull X-Fighters 2010 Tour[10]
| Miejsce | Data           | Zwycięzca       | 2 miejsce   | 3 miejsce       |
| ------- | -------------- | --------------- | ----------- | --------------- |
| Meksyk  | 16 kwietnia    | Andre Villa     | Nate Adams  | Robbie Maddison |
| Giza    | 14 maja        | Adam Jones      | Andre Villa | Nate Adams      |
| Moskwa  | 26 czerwca     | Levi Sherwood   | Nate Adams  | Andre Villa     |
| Madryt  | 22 lipca       | Robbie Maddison | Mat Rebeaud | Andre Villa     |
| Londyn  | 14 sierpnia    | Levi Sherwood   | Nate Adams  | Dany Torres     |
| Rzym    | 1 października | Dany Torres     | Adam Jones  | Nate Adams      |

| Mj | Zawodnik        | Pkt |
| -- | --------------- | --- |
| 1  | Nate Adams      | 370 |
| 2  | Andre Villa     | 365 |
| 3  | Levi Sherwood   | 320 |
| 4  | Josh Sheehan    | 310 |
| 5  | Dany Torres     | 290 |
| 6  | Robbie Maddison | 280 |

.

### Red Bull X-Fighters 2009 Tour[11]
| Miejsce    | Data        | Zwycięzca       | 2 miejsce     | 3 miejsce       |
| ---------- | ----------- | --------------- | ------------- | --------------- |
| Meksyk     | 27 marca    | Levi Sherwood   | Eigo Sato     | Mat Rebeaud     |
| Calgary    | 30 maja     | Robbie Maddison | Eigo Sato     | Mat Rebeaud     |
| Fort Worth | 27 czerwca  | Nate Adams      | Mat Rebeaud   | Cam Sinclair    |
| Madryt     | 16 lipca    | Dany Torres     | Nate Adams    | Robbie Maddison |
| Londyn     | 22 sierpnia | Nate Adams      | Levi Sherwood | Dany Torres     |

| Mj | Zawodnik        | Pkt |
| -- | --------------- | --- |
| 1  | Nate Adams      | 325 |
| 2  | Robbie Maddison | 265 |
| 3  | Mat Rebeaud     | 245 |
| 4  | Eigo Sato       | 240 |
| 5  | Levi Sherwood   | 210 |
| 5  | Dany Torres     | 210 |

.

### Red Bull X-Fighters 2008 Tour[12]
| Miejsce        | Data        | Zwycięzca       | 2 miejsce       | 3 miejsce       |
| -------------- | ----------- | --------------- | --------------- | --------------- |
| Meksyk         | 4 kwietnia  | Mat Rebeaud     | Dany Torres     | Jeremy Lusk     |
| Rio de Janeiro | 3 maja      | Jeremy Stenberg | Mat Rebeaud     | Robbie Maddison |
| Fort Worth     | 16 maja     | Mat Rebeaud     | Jeremy Stenberg | Jeremy Lusk     |
| Madryt         | 14 czerwca  | Mat Rebeaud     | Andre Villa     | Robbie Maddison |
| Wuppertal      | 16 sierpnia | Mat Rebeaud     | Jeremy Lusk     | Dany Torres     |
| Warszawa       | 6 września  | Dany Torres     | Robbie Maddison | Mat Rebeaud     |

| Mj | Zawodnik        | Pkt |
| -- | --------------- | --- |
| 1  | Mat Rebeaud     | 480 |
| 2  | Dany Torres     | 345 |
| 3  | Jeremy Lusk     | 320 |
| 3  | Robbie Maddison | 320 |
| 5  | Jeremy Stenberg | 235 |
| 6  | Andre Villa     | 155 |

.

### Red Bull X-Fighters 2007 Tour[13]
| Miejsce      | Data       | Zwycięzca       | 2 miejsce   | 3 miejsce       |
| ------------ | ---------- | --------------- | ----------- | --------------- |
| Meksyk       | 23 marca   | Dany Torres     | Nate Adams  | Robbie Maddison |
| Slane Castle | 26 maja    | Travis Pastrana | Mat Rebeaud | Dany Torres     |
| Moskwa       | 30 czerwca | Odwołane        | Odwołane    | Odwołane        |
| Madryt       | 27 lipca   | Travis Pastrana | Mat Rebeaud | Nate Adams      |

### Pojedyncze imprezy (2006-2001)
| Rok  | Miejsce  | Zwycięzca         | 2 miejsce         | 3 miejsce       |
| ---- | -------- | ----------------- | ----------------- | --------------- |
| 2006 | Meksyk   | Mat Rebeaud       | Ronnie Renner     | Travis Pastrana |
| 2006 | Madryt   | Travis Pastrana   | Nate Adams        | Mat Rebeaud     |
| 2005 | Meksyk   | Ronnie Renner     | Jeremy Stenberg   | Kenny Bartram   |
| 2005 | Madryt   | Nate Adams        | Jeremy Stenberg   | Mat Rebeaud     |
| 2004 | Madryt   | Travis Pastrana   | Nate Adams        | Ronnie Renner   |
| 2003 | Walencja | Kenny Bartram     | Nate Adams        | Nick Franklin   |
| 2003 | Madryt   | Kenny Bartram     | Nate Adams        | Dayne Kinnaird  |
| 2002 | Madryt   | Edgar Torronteras | Mike Jones        | Mike Metzger    |
| 2001 | Walencja | Mike Jones        | Edgar Torronteras | Xavier Fabre    |

## Najwięcej zwycięstw w zawodach
- 8: Levi Sherwood
- 7: Thomas Pagès, Dany Torres
- 6: Nate Adams
- 5: Mat Rebeaud
- 4: Travis Pastrana
- 3: Clinton Moore, Josh Sheehan
- 2: Robbie Maddison, Kenny Bartram
- 1: Rob Adelberg, Taka Higashino, Todd Potter, Andre Villa, Adam Jones, Jeremy Stenberg, Ronnie Renner, Edgar Torronteras, Mike Jones